# Bataille de la baie de Matanzas
Guerre de Quatre-Vingts Ans
La bataille de la baie de Matanzas (es), qui a lieu sur la côte nord de Cuba le 8 septembre 1628 près du site ou fut fondée plus tard la ville de Matanzas, permet à la Compagnie néerlandaise des Indes occidentales de mettre la main sur un imposant trésor espagnol, convoyé par la Flotte des Indes, d'une valeur totale de onze millions de florins, essentiellement sous forme de pièces d'argent. 
La flotte de 1628 est capturée par le corsaire hollandais Piet Hein, sous la direction de l'amiral hollandais Witte de With, en compagnie de Hendrick Lonck et du vice-amiral Joost Banckert (en).
Une partie de la flotte espagnole est prévenue de l'attaque à l'occasion de l'arrestation d'un mousse hollandais et s'abrite dans les colonies espagnoles avoisinantes, mais l'autre partie continue son chemin. Quinze navires sont piégés auprès de ou dans la baie de Matanzas (es), sur la côte cubaine. Cette bataille est considérée comme une étape importante de l'affaiblissement de l'Espagne aux Antilles et comme un élément de motivation pour les corsaires et pirates qui essaiment dès lors un peu partout à travers la Caraïbe. 
Piet Hein met ainsi la main sur un butin (or, argent et diverses richesses) valant très exactement 11,509 millions de florins en or, argent et denrées coloniales diverses. 
C'est la plus grande victoire hollandaise dans les Caraïbes : lorsque Piet Hein retourne à Rotterdam, il y est accueilli en héros.
Ce trésor sert à financer l'armée hollandaise pendant 8 mois, mais aussi à verser des dividendes aux actionnaires de la Compagnie néerlandaise des Indes occidentales qui se sont fait tirer l'oreille pour investir lors de sa constitution en 1621-1623. Ainsi, plus de la moitié est distribuée en dividendes de 25% en 1628 puis 50% en 1629.
Au-delà de ces dividendes et de ces huit mois, le reste de butin est aussi utilisé pour armer une flotte de près de 70 navires de dimensions très variables, qui cingle en décembre 1630 vers la colonie sucrière portugaise de Pernambuco sur la côte brésilienne.